# Hornonitrianska kotlina

Hornonitrianska kotlina in den Westkarpaten (rot markiert)

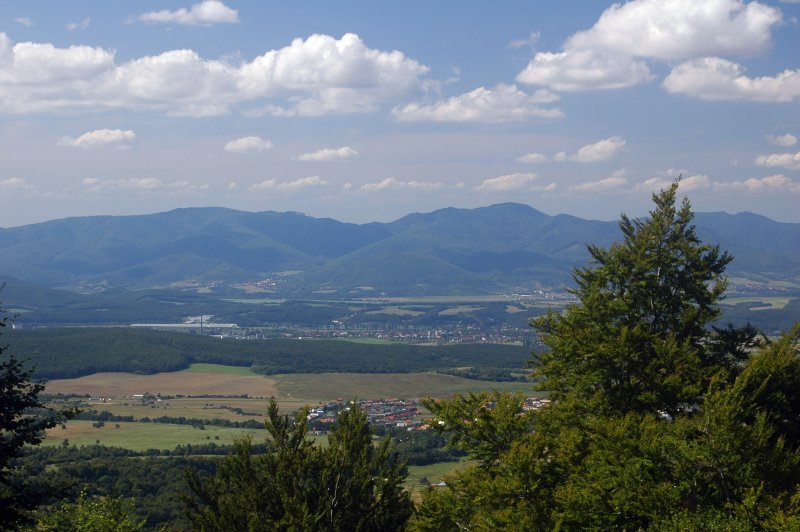
Die Hornonitrianska kotlina zwischen den Strážovské vrchy (im Hintergrund) und Vtáčnik (Standort des Bilds)

Die Hornonitrianska kotlina (deutsch etwa Ober-Neutra-Talkessel oder Oberneutraer Talkessel) ist ein Talkessel in der Slowakei am oberen Verlauf der Nitra (deutsch Neutra) und Teil des Fatra-Tatra-Gebiets innerhalb der Westkarpaten. Der Kessel grenzt an folgende Gebirge: Kleine Fatra im Norden, Žiar im Osten, Kremnitzer Berge im Südosten, Vtáčnik im Süden und Strážovské vrchy im Westen und Nordwesten; nur gegen Südwesten schließen sich die Ausläufer des Donauhügellands an. Die größte Stadt des Talkessels ist Prievidza (43.645 Einwohner); administrativ gehört er zum Trenčiansky kraj und überwiegend zum untergeordneten Okres Prievidza.
Die Höhe reicht von 250 m n.m. im Süden bis 400 m n.m. im Norden. Einziger großer Fluss ist die Nitra, wichtige Zuflüsse sind die Handlovka (Mündung bei Koš) und Nitrica (Mündung bei Partizánske). In den noch vorhandenen Wäldern wachsen Buchen und Eichen, in Nadelwäldern Fichten.
Bedeutende Braunkohle- und Lignitbergwerke befinden sich bei Cigeľ, Handlová und Nováky; im letztgenannten Ort liegen zudem ein Kohlekraftwerk und ein Chemiewerk. Aus diesem Grund ist Umweltverschmutzung, insbesondere durch Staub, ein langjähriges Problem.
Ein bekannter touristischer Ort ist die Stadt Bojnice mit dem Schloss, Zoo und als Kurort.